# Elecciones parlamentarias de Eslovaquia de 1938
Las elecciones parlamentarias se llevaron a cabo en la República Eslovaca, en proceso de secesión de Checoslovaquia, el 18 de diciembre de 1938, en el preludio de la ocupación del país por la Alemania nazi. Solo pudo participar una Lista Unida liderada por Jozef Tiso, del ultraderechista Partido Popular Eslovaco.

## Antecedentes
El 6 de octubre de 1938, Eslovaquia declaró su autonomía dentro de la desmembrada Checoslovaquia, en proceso de ocupación por parte de la Alemania nazi. El Partido Popular Eslovaco, (HSL) de ideología clerofascista y aliado de los nazis, se convirtió rápidamente en el partido dominante del nuevo estado. Algunos partidos fueron obligados a unificarse con el HSL, y otros directamente fueron prohibidos (especialmente los socialistas, socialdemócratas u otras organizaciones que se opusieran al HSL, incluso aunque mantuvieran la misma ideología).
El anuncio de que las elecciones tendrían lugar apareció el sábado 26 de noviembre. Los partidos políticos debían registrarse al día siguiente, pero la información sólo se publicó oficialmente el lunes y en la prensa diaria el jueves siguiente. La campaña se basó en dar a los votantes un mensaje anti-checo y antijudío.

## Sistema electoral
La elección tuvo la forma de un referéndum, y a los votantes solo se les hacía una pregunta: "¿Quieres una nueva y libre Eslovaquia?". Las elecciones fueron supervisadas muy de cerca por la Guardia de Hlinka, organización paramilitar del HSL. En muchos lugares, el gobierno creó centros de votación separados para los miembros de las minorías nacionales para rastrear sus preferencias políticas y "lealtad".
A los votantes se les entregó una Lista Unida que englobaba a la mayoría de los partidos políticos eslovacos. Fueron 63 candidatos para los 63 escaños. 47 eran del HLS, cuatro del Partido Agrario, dos del Partido Alemán, uno de la minoría húngara, y nueve candidatos de los demás partidos.
Tiso hizo uso del resultado de la elección (97.5% a favor de la Lista Unida), para formar el gobierno autónomo, convirtiéndose en Primer ministro de Eslovaquia. El 14 de marzo de 1939, con la ocupación formal del resto de Checoslovaquia, y tras un ultimátum de parte de Hitler, Tiso declaró la independencia total del país.